# Pai Herói
Pai Herói é uma telenovela brasileira produzida e exibida pela TV Globo de 29 de janeiro a 18 de agosto de 1979, em 174 capítulos. Substituiu Dancin' Days e foi substituída por Os Gigantes, sendo a 22.ª "novela das oito" produzida pela emissora.
Escrita por Janete Clair, baseada na sua radionovela Um Estranho na Terra de Ninguém de 1958, da Rádio Nacional, teve direção de  Gonzaga Blota, Walter Avancini e Roberto Vignati, sob a direção geral de Roberto Talma.
Contou com as atuações de Tony Ramos, Elizabeth Savalla, Glória Menezes, Paulo Autran, Carlos Zara, Rosamaria Murtinho, Cláudio Cavalcanti e Lélia Abramo.

## Enredo
André Cajarana foi criado na ilusão de que seu pai era um grande homem. Quando o avô, com quem vivia, morre, ele parte para o Rio de Janeiro para elucidar a morte do pai, tido como bandido, e inocentá-lo da acusação de ter roubado terras e matado um padre. A principal barreira é Bruno Baldaracci, um empresário mafioso, o maior envolvido na infâmia, ex-sócio de seu pai hoje casado com sua mãe, Gilda.
Carina é uma bailarina famosa, criada em uma família tradicional e rica, os Limeira Brandão, liderada pela matriarca dominadora Dona Januária. Para tomar a liderança dos negócios da família, o inescrupuloso César casa-se com Carina, mesmo ela sendo mãe solteira. Depois que se separam,  Carina conhece e se apaixona por André, que obtém dela uma procuração para gerir os negócios da família, em uma trama que leva ao assassinato de César.

## Elenco
| Ator/Atriz           | Personagem                             |
| -------------------- | -------------------------------------- |
| Tony Ramos           | André Cajarana                         |
| Elizabeth Savalla    | Catarina Limeira Brandão (Carina)      |
| Glória Menezes       | Ana Maria Garcia (Ana Preta)           |
| Paulo Autran         | Bruno Baldaracci (Nuno)                |
| Carlos Zara          | César Limeira Reis                     |
| Rosamaria Murtinho   | Valquíria Brandão                      |
| Cláudio Cavalcanti   | Benedito da Conceição / Gustavo Gurgel |
| Lélia Abramo         | Januária Brandão                       |
| Maria Fernanda       | Gilda Baldaracci                       |
| Jonas Bloch          | Rafael Baldaracci                      |
| Flávio Migliaccio    | Genésio Camargo                        |
| Jorge Fernando       | Cirilo Baldaracci                      |
| Fernando Eiras       | Romão Baldaracci                       |
| Dionísio Azevedo     | Nestor Garcia (Seu Garcia)             |
| Beatriz Segall       | Norah Limeira Brandão                  |
| Emiliano Queiroz     | Horácio Brandão                        |
| Maria Helena Velasco | Mirtes Camargo                         |
| Sônia Regina         | Genivalda Garcia Baldaracci (Jenny)    |
| Osmar Prado          | Pedro Varella (Pepo)                   |
| Nádia Lippi          | Aline Gonçalves                        |
| Ana Lúcia Ribeiro    | Lena Camargo                           |
| Lícia Magna          | Adélia                                 |
| Paulo Gonçalves      | Leôncio Gonçalves                      |
| Fernando José        | Mário Renner                           |
| Carlos Kroeber       | Dr. Tiago Vasconcelos                  |
| Ivan Cândido         | Reginaldo Brandão                      |
| Yara Lins            | Irene Brandão                          |
| Reinaldo Gonzaga     | Hilário Brandão                        |
| Thaís de Andrade     | Odete Brandão                          |
| Nildo Parente        | Haroldo Brandão                        |
| Suzana Faini         | Jussara Brandão                        |
| Monah Delacy         | Eugênia Brandão Reis                   |
| Maria Helena Dias    | Filomena Baldaracci (Filhinha)         |
| Regina Dourado       | Nancy                                  |
| Manfredo Colassanti  | Pietro Baldaracci                      |
| Hélio Ary            | Dr. Soares                             |
| Rejane Marques       | Clara Baldaracci                       |
| Rogério Bacelar      | Gilberto Baldaracci (Gil)              |

### Elenco de apoio
- Lajar Muzuris - Coxo
- Tessy Callado - Tarcila
- Regina Dourado - Nanci
- Sérgio Alan dos Santos - Félix
- Timóteo da Costa - Curió
- Renato Puppo - Padre Felício
- Eugenia Feodorova - Professora de balé de Carina
- Áurea Hammerli - Lia Ribeiro
- Macedo Neto - Dr. Alberto (ortopedista que cuida de Carina)
- Marie Antoinette - Milene
- Érica Kupper - Helen
- Riva Blanche - Nenê Vilaça
- Irma Alvarez - Maria Vitória
- Renata Schumann - Lígia
- Noira Mello - Olga
- Vanda Costa - Aurora
- Lúcia Helena - Lindaura
- Carlão Elegante - Teodoro
- Mário Petraglia - Titan / Vidal
- Luiz Orioni - Osório
- Rosana Penna - Laura
- Telmo de Avelar - Delegado Sandoval
- Isabela Garcia - Angela Limeira Brandão Reis
- Alessandra Gomes de Mattos - Angela (pequena)
- Lima Duarte - avô de André e seu pai, Malta Cajarana
- Elza Gomes - Mãe Tiana
- Paulo Gracindo - Dr. Caio
- Carlos Eduardo Dolabella - promotor de justiça
- Carlos Alberto - juiz
- Reginaldo Faria - Raul
- Ana Ariel - Dona Lurdes
- Pedro Lima Verde - Pediatra
- Mario Polimeno - ex-cliente de Mirtes, a reconhece quando vai ao Flor de Liz

## Exibição
A telenovela foi produzida em 178 capítulos que foram exibidos em 174 dias, de 29 de janeiro a 18 de agosto de 1979. O último capítulo foi exibido em 18 de agosto, um sábado e reprisado depois do Fantástico no dia seguinte, domingo.

### Reprises
No início de 1980, a novela foi editada para exibição de noventa minutos no Festival 15 Anos, especial comemorativo de aniversário da Globo. A apresentação foi do ator Jonas Bloch.
Pai Herói foi reprisada na íntegra pelo Viva de 17 de outubro de 2016 a 6 de maio de 2017, sucedendo Laços de Família e antecedendo por Por Amor na faixa das 23h30, com reapresentação às 13h30.

### Outras mídias
Em julho de 2016, a Loja Globo lançou um box de treze DVDs com os capítulos da trama editados em versão compacta.
Em 27 de setembro de 2021, foi disponibilizada na íntegra pelo Globoplay, como parte do Projeto Resgate.

## Trilha Sonora

### Nacional
Capa: logotipo da novela e um céu azul.
1. "Pai" - Fábio Jr. (tema de abertura)
2. "Pode Esperar" - Alcione (tema de Ana Preta)
3. "Nos Horizontes do Mundo" - Paulinho da Viola
4. "Passarinho" - Beth Carvalho (tema de Ana Preta)
5. "Explode Coração" - Maria Bethânia (tema de André e Carina)
6. "Espírito Esportivo" - Moraes Moreira
7. "Cavalo Bravo" - Renato Teixeira (tema de André)
8. "Meu Drama" - Roberto Ribeiro (tema de locação: Nilópolis)
9. "14 Anos" - Guilherme Arantes (tema de Pepo)
10. "Homem Calado" - Carlinhos Vergueiro
11. "A Chave do Mundo" - Marina (tema de Walkíria)
12. "Vivendo Perigosamente" - Márcio Montarroyos (tema das cenas de ação)

### Internacional
Capa: parte da abertura da novela
1. "I Will Survive" - Gloria Gaynor
2. "Sharing The Night Together" - Dr. Hook & the Medicine Show
3. "You Needed Me" - Anne Murray (tema de Carina)
4. "Aa Aa Uu Aa Ee" - Zack Ferguson (tema do núcleo jovem)
5. "How You Gonna See Me Now?" - Alice Cooper (tema de Pepo e Aline)
6. "… E Un Altro Giorno Se Ne Va" - Memo Remigi (tema de Bruno Baldaracci)
7. "Mirrors" - Sally Oldfield (tema de Walkíria e Gustavo)
8. "Sun Is Here" - Sun
9. "Allouette" - Denise Emmer (tema de Carina e André)[2]
10. "I'd Rather Hurt Myself" - Randy Brown (tema de Ana Preta e André)[2]
11. "Heart of Glass" - Blondie
12. "Pigeon Without a Dove" - Patrick Dimon
13. "I Just Wanna Stop" - Gino Vannelli
14. "Piano… Piano, M'Innamorai Di Te" - Collage (tema de Cirilo)[2]